# Thanatus vulgaris
Thanatus vulgaris es una especie de araña cangrejo del género Thanatus, familia Philodromidae. Fue descrita científicamente por Simon en 1870.

## Distribución
Esta especie se encuentra en Europa, África del Norte, Turquía, Israel, Cáucaso, Rusia (de Europa al Lejano Oriente), Irán, Kazajistán, Asia Central, China y Corea. Introducido a América del Norte y Australia.

## Subespecies
- (Thanatus vulgaris vulgaris) Simon, 1870
- Thanatus vulgaris creticus Kulczynski, 1903